# Хэллоуин — ночь Гринча
«Хэллоуин — ночь Гринча» (англ. Halloween Is Grinch Night) иногда также «Это ночь Гринча» (англ. It's Grinch Night) — американский короткометражный мультфильм выпущенный в 1977 году, и являющийся приквелом к «Как Гринч украл Рождество». В 1978 году мультфильм выиграл премию Эмми за выдающуюся детскую программу. Премьера состоялась на ABC 29 октября 1977 года. Первоначальный актёр озвучивания Гринча, Борис Карлофф, к тому времени уже умерший, был заменён Гансом Конридом, хотя Турл Равенскрофт, который пел в оригинальном специальном выпуске, снова принял участие закадрового вокала. Песни и партитура были написаны композитором «Улицы Сезам» Джо Рапосо.

## Сюжет
В Ктограде в каждый Хэллоуин начинает дуть «кисло-сладкий ветер», и цепь событий приводит к тому, что гры-грычуны и трыск-трескуны пробуждают Гринча спуститься в Ктоград в его атрибутах. Спускается верхом на фургоен и сеит хаос в городе в «Ночь Гринча». Весь Ктоград боится запаха ветра, как предзнаменования, и все разбегаются по своим домам, поскольку вся деревня переходит в изоляцию. Ведь в этот момент наступает ночь, известная как «Ночь Гринча», когда сам Гринч выходит терроризировать ктошек, поскольку он полагает, что такие ночи — прекрасные ночи для Ночи Гринча.
Ёшуа, молодой ктошка с астигматизмом, выходит из «дома», решив, что сидя дома и ожидая конца ночи, ничего не добьёшься. Отправившись в место под названием «Самзнаешькуда», его случайно сдумает кисло-сладкий ветер. Ёшуа сталкивается с Гринчем, когда тот выковыривает из своего меха колючки в результате неудачной попытки выследить пушистого Вуззи Вузу. Ненадолго напугав Ёшуа, Гринч решает, что мальчик слишком мал, чтобы тратить на него время, и возобновляет свой путь в Ктоград.
Ёшуа решает, что он должен остановить Гринча, чтобы спасти Ктоград. Когда он догоняет фургон Гринча, раздраженный Гринч решает устроить Ёшуа «экскурсией призрака», и Ёшуа оказывается втянутым в сюрреалистический кошмар с привидениями и монстрами во всех направлениях. Ёшуа терпит призраков достаточно долго, чтобы Кисло-сладкий ветер утих, вынуждая Гринча отказаться от похода и вернуться домой. Его собака Макс, явно подавленная и испытывающая ностальгию на протяжении всего мультфильма, отказывается возвращаться с Гринчем и следует за Ёшуа домой, где его встречают как героя. Сам Гринч в это время возвращается домой, тащя за собой свой фургон, но утешает самого себя, заявляя, что кисло-сладкий ветер рано или поздно вернётся и тогда вернётся и он сам. Затем это обещание заканчивается зловещим смехом Гринча.

## Роли озвучивали
- Ганс Конрид — Гринч
- Гари Шапиро — Ёшуа
- Генри Гибсон — пёс Макс
- Хэл Смит — Джозайя
- Джек ДеЛеон — Сержант Сэмюэл Макферсон
- Ирэн Тедроу — Мария
- Джун Форей — Дополнительные голоса
- Мел Бланк — Хор монстров
- Пол Фрис — Хор монстров
- Турл Равенскрофт — Закадровый голос
- Мелломен — Хор монстров

## Песни
1. «I Wouldn’t Go Out on a Night Like This» — Josiah
2. «The Grinch Night Ball» — the Grinch
3. «How Many Times» — Max’s inner voice, the Grinch
4. «As the Grinch Creaks Ever Closer…» — Chorus
5. «I Wouldn’t Go Out on a Night Like This (Reprise)» — Chorus
6. «He is Wandering in the Wind» — Chorus
7. «Ooga Booga» — the Grinch
8. «Grinch Is Gonna Get You»/«Members of the Un-human race»/«the Spooks tour Finale» — Monster Chorus (Hans Conried, Thurl Ravenscroft, The Mellomen, Mel Blanc, Paul Frees, and Paul Winchell) (The song starts with all the singers, then turns into a duet between Ravenscroft and Winchell.)
9. «Gone is the Grinch» — Chorus

## Выход на видео
Мультфильм был впервые выпущен на VHS в 1989 году. В 1992 году он был выпущен Random House на VHS под другим названием «It’s Grinch Night». Он также был выпущен VHS через 20th Century Fox Home Entertainment в 1996 году под названием «Grinch Night». В 2003 году был выпущен в качестве бонусного выпуска на VHS и DVD. 18 октября 2011 года Warner Home Video выпустила мультфильм на DVD под названием «Праздники Доктора Сьюза на свободе!», Вместе с «Как Гринч украл Рождество» и «Гринч против Кота в шляпе». 23 октября 2018 года мультфильм был выпущен на Blu-ray компанией Warner Bros. Home Entertainment в качестве дополнения к мультфильму «Как Гринч украл Рождество: Полное издание», а также «Гринч вставляет Кота в шляпе». Для этого выпуска оба дополнения были переработаны в высоком разрешении.